# Hediste diadroma
Hediste diadroma is een borstelworm uit de familie van de zeeduizendpoten (Nereididae). Het lichaam van de worm bestaat uit een kop, een cilindrisch, gesegmenteerd lichaam en een staartstukje. De kop bestaat uit een prostomium (gedeelte voor de mondopening) en een peristomium (gedeelte rond de mond) en draagt gepaarde aanhangsels (palpen, antennen en cirri). Hediste diadroma werd in 2003 voor het eerst wetenschappelijk beschreven door Masanori Sato en Akiyuki Nakashima.

## Verspreiding
Hediste diadroma is een zeeduizendpootworm afkomstig uit de noordwestelijke Stille Oceaan. Het werd voor het eerst ontdekt aan de westkust van Noord-Amerika in 2009 met geïntroduceerde populaties in Washington en Oregon. Het wordt gevonden in de bovenste, mesohaliene uitlopers van estuaria, op lagere intergetijdengebieden en modderbodems, kwelders, oesterbanken en in het zuiden van Japan, mangroven. De wormen leven in U-vormige holen en worden gewoonlijk beschouwd als voeders aan de oppervlakte, die zich voeden met afval en microalgen aan het oppervlak. De algehele overvloed en geografische spreiding in de Noord-Amerikaanse wateren is onbekend, evenals de ecologische effecten.